# Héliopolis (Guelma)
Pour les articles homonymes, voir Héliopolis.
Héliopolis est une commune de la wilaya de Guelma en Algérie, située à 5 km de la ville de Guelma.
Ancienne bourgade romaine, elle tire son nom de sa fameuse piscine romaine de forme circulaire qui reflète le soleil, d'où le nom Héliopolis (ville du Soleil).

## Géographie

### Localisation
Héliopolis se situe au nord-est de l'Algérie.
|  |            |  |
|  | Héliopolis |  |
|  |            |  |

## Histoire

### Massacres du 8 mai 1945
La bourgade d'Héliopolis est tristement célèbre pour l'incinération de centaines de cadavres d'Algériens massacrés entre le 8 mai et le mois de juin 1945. En effet, afin de dissimuler les charniers, avant l'arrivée du ministre de l'intérieur, Adrien Tixier, chargé d'enquêter sur les tueries, les cadavres ont été incinérés dans le four à chaux du domaine Lavie situé à 2km d'Héliopolis, comme le stipule le rapport du capitaine Barrat du 27 juin 1945 : « Les cadavres des indigènes exécutés sont déterrés et les débris humains sont transportés par des camions de la SIP et des Ponts et chaussées. Le transport est effectué avec l'aide de la gendarmerie de Guelma. Pendant la nuit, les restes de 500 indigènes ont été amenés au lieu-dit "Fontaine-chaude" et brûlés dans un four à chaux avec des branches d'olivier par des prisonniers de guerre italiens. »
Marcel Reggui évoque également les fours dans son livre « Les massacres de Guelma Algérie, mai 1945 : une enquête inédite sur la furie des milices coloniales » et tous les témoins de Guelma en rappellent l'existence. Abdelhafidh et Zohra Reggui y furent brûlés. Marcel Reggui et Saci Benhamla, vivant non loin du four à chaux, rapportèrent tous deux « L'insupportable odeur de chair brûlée ».

## Héliopolis dans la culture
Le film Héliopolis de Djaffar Gacem porte le nom de la ville, où se déroulent les actions du film.